# A1689B11
A1689B11是星系團阿貝爾1689內的一個極為古老的螺旋星系，在天球上位於室女座。A1689B11的極細盤面相當低溫，但星系內的恆星形成率是本銀河系的30倍。A1689B11距離地球約110億光年，即形成於大爆炸之後26億年。A1689B11是至2017年為止距離地球最遠且最古老的螺旋星系。